# Джентльменское соглашение (фильм)
«Джентльменское соглашение» (англ. Gentleman's Agreement) — американский художественный фильм-драма 1947 года режиссёра Элиа Казана, по одноимённому роману Лауры Хобсон. Три премии «Оскар» (1947).

## Сюжет
Филип Грин — очень уважаемый писатель, которого национальный журнал нанял для написания серии статей об антисемитизме в Америке.
Задание ему не очень нравится, в основном потому, что он не знает, как подойти к этой теме.
Но, неожиданно у него возникает идея: если бы он притворялся перед всеми и каждым, представляясь евреем, он мог бы тогда испытать степень расизма и предубеждений, существующих в обществе, и написать свою историю с этой точки зрения. Так Филип Грин становится Филом Гринбергом.
Филип шокирован ужасной правдой.
Его гнев по поводу того, как с ним обращаются, также влияет на его романтические отношения с Кэти Лейси, племянницей его издателя и человеком, который в первую очередь предложил написать серию статей.

## В ролях
| Актёр           | Роль                                           |
| --------------- | ---------------------------------------------- |
| Грегори Пек     | Филипп Шулер Грин                              |
| Дороти МакГуайр | Кэти Лэси                                      |
| Джон Гарфилд    | Дейв Голдман                                   |
| Селеста Холм    | Анна Деттри                                    |
| Энн Ревир       | миссис Грин                                    |
| Джун Хэвок      | Элейн Уэлс                                     |
| Альберт Деккер  | Джон Минифи                                    |
| Джейн Уайетт    | Джейн                                          |
| Дин Стоквелл    | Томми Грин                                     |
| Николас Джой    | Доктор Крейги                                  |
| Сэм Джаффе      | профессор Фред Либерман                        |
| Рой Робертс     | мистер Колкинс (в титрах не указан)            |
| Фрэнк Уилкокс   | Генри (в титрах не указан)                     |
| Роберт Уорик    | Ирвинг Вайсман (в титрах не указан)            |
| Роберт Карнс    | бывший солдат в ресторане (в титрах не указан) |
| Виктор Килиан   | Олсен (в титрах не указан)                     |

## Премии и награды
- Премия Оскар (1947)
  - Лучший фильм
  - Лучший режиссёр фильма
  - Лучшая женская роль второго плана (Селеста Холм)
- Номинации на премию Оскар
  - Лучший актёр, лучшая актриса, лучшая работа режиссёра, лучший монтаж, лучшая работа сценариста.